# Montserrat Sirvent Angulo
Montserrat Sirvent Angulo (Barcelona, 10 d’octubre de 1955) és una exportera d'handbol catalana.
Començà a jugar amb l'Institut Verdaguer de Barcelona. Durant la dècada del 1970 competí a la Lliga nacional d'handbol amb el Grup Esportiu Seat i, posteriorment, amb la Penya Barcelonista Martorell. Fou internacional amb la selecció espanyola d'handbol, amb el qual disputà tres partits. Durant la seva època, fou considerada com una de les millors porteres d'handbol a Catalunya.